# Michael A. Nauck
Michael A. Nauck (* 8. Dezember 1954 in Tübingen) ist ein deutscher Internist und Forscher auf dem Gebiet der Endokrinologe und Diabetologie.

## Werdegang
Michael Albrecht Nauck studierte von 1973 bis 1980 Medizin an den Universitäten Düsseldorf und Freiburg. Innerhalb dieser Zeit verbrachte er ein Jahr als "graduate student" im Fach Onkologie an den McArdle Laboratories for Cancer Research, University of Wisconsin-Madison (USA). 1980 erhielt Nauck die ärztliche Approbation. 1983 wurde er in Göttingen zum Dr. med. promoviert.
Ab 1981 war Michael A. Nauck Mitarbeiter der Abteilung Gastroenterologie und Endokrinologie des Zentrums Innere Medizin der Georg-August-Universität Göttingen unter der Leitung von Werner Creutzfeldt) klinisch und wissenschaftlich tätig. 1991 erhielt er die Anerkennung als Arzt für Innere Medizin, 1993 die als Gastroenterologe. Michael Nauck habilitierte sich 1992 mit der Arbeit Die Bedeutung zirkulierender Konzentrationen von Gastric Inhibitory Polypeptide (GIP), Glucagon-like Peptide 1 [7-36 Amid] (GLP-1) und Cholecystokinin (CCK) sowie der extrinsischen Pankreasinnervation für die Insulinsekretion beim Menschen. 1993 wechselte er als Oberarzt an die Medizinische Universitätsklinik der Ruhr-Universität, Knappschafts-Krankenhaus Bochum (Direktor: Wolff Schmiegel). 1996 erhielt er die Anerkennung als Endokrinologe, 1998 wurde er zum außerplanmäßigen Professor ernannt. 2000 wurde er Leitender Arzt des Diabeteszentrums Bad Lauterberg. Seit 2015 ist Michael Nauck Leiter der Klinischen Forschung (Diabetologie) in der Diabetes-, Endokrinologie-, und Stoffwechsel-Sektion, Medizinische Klinik I, St. Josef-Hospital, Ruhr-Universität, Bochum. 
Zu den Forschungsschwerpunkten von Michael Nauck gehört unter anderem die Bedeutung gastrointestinaler Peptidhormone für die Insulinsekretion.

## Ehrungen (Auswahl)
- 1993: Ferdinand-Bertram-Preis der Deutschen Diabetes-Gesellschaft DDG
- 2007: Werner-Creutzfeldt-Preis der DDG
- 2012: Paul-Langerhans-Medaille der DDG
- 2022: Claude-Bernard-Medaille der European Association for the Study of Diabetes (EASD)[4]